# Jean II de Brienne
Pour les autres membres de la famille, voir Maison de Brienne.
Pour les articles homonymes, voir Brienne.
Jean II de Brienne, né vers 1250 et mort le 12 juin 1294 à Clermont (Oise), est un noble d'une branche cadette de la maison de Brienne. Par sa mère, Marie, il devient comte d'Eu et hérite également des fiefs poitevins qu'elle détenait.

## Biographie

### Famille
Jean est le fils aîné d'Alphonse de Brienne (v. 1227-1270), grand chambrier de France (1260-1270) et de Marie d'Exoudun (v. 1232-1260), de la maison de Lusignan, comtesse d'Eu (1246-1260),. Mineur au décès de sa mère, Jean est sous tutelle de son père et hérite du comté d'Eu à sa mort en 1270. Sa sœur Blanche (av. 1260-13 juill. 1309) est abbesse en l'abbaye de Maubuisson de 1276 à sa mort, où elle y est inhumée.
Jean porte le prénom de son grand-père paternel : Jean de Brienne (v 1170-1237), personnalité importante de l'orient chrétien, roi de Jérusalem (1210-1225), empereur latin de Constantinople (1229-1237),.
Il est souvent confondu avec son oncle, un autre Jean de Brienne dit Jean d'Acre (♰ 1296), garde des foires de Champagne, bouteiller de France,,.

### Mariage et descendance
Jean II de Brienne épouse Béatrix de Châtillon-Saint-Pol (ap. 1254-1304), fille de Guy III de Châtillon (ap. 1226-1289), comte de Saint-Pol (1248-1289), et de Mathilde de Brabant (1224-1288). De cette union naissent :
- Jean III de Brienne, comte d'Eu, il meurt le 11 juillet 1302 à la bataille des éperons d'or, près de Courtrai ;
- Jeanne de Brienne (♰ v. 1325), mariée en premières noces à Raymond VI, vicomte de Turenne (♰ 1304) ; puis, en secondes noces, à Renaud (♰ 1315), seigneur de Picquigny, vidame d'Amiens ;
- Mathilde de Brienne (♰ ap. 1328), mariée à Alphonse de La Cerda (1270-1324).

## Sceau et armoiries
Aucun sceau appartenant à Jean II de Brienne n'a été conservé. Cependant, il existe un sceau de la sénéchaussée de Civray, datant de sa titulature, reprenant les armes de la maison de Brienne et de la maison de Lusignan, en référence à sa mère, Marie d'Exoudun, et à son grand-père Raoul II.

### Sceau aux contrats [1286] - [1323]
Avers : Rond,,,.
Description : Écu billeté au lion (Beaumont-Brienne), accosté, à dextre, de la lettre S, à sénestre d'une rose.
Légende : ........A • SENECHAVCIE D.......
Légende transcrite : …a Senechaucie de…
Contre-sceau : Rond, mm,,,.
Description : Écu burelé au lambel de 5 pendants en chef (Lusignan).
Légende : ✠ CONTRAS DE SEVRET 🟌

### Armoiries [1286]
| Blason | Blasonnement : Écu d’azur billeté d’or au lion rampant du même brochant sur le tout Commentaires : Blason de la sénéchaussée de Civray établi pour Jean II de Brienne, comte d'Eu, d'après l'empreinte d'un sceau de 1286. |

Références,,,
| Blason | Blasonnement : Écu burelé d'argent et d'azur de douze pièces au lambel de cinq pendants de gueules en chef Commentaires : Blason de la sénéchaussée de Civray, d'après l'empreinte d'un contre-sceau de 1286 dessinée par Dom Fonteneau au XVIIIe siècle et d'une autre de 1323. |

Références,,,

## Sources et bibliographie

### Sources diplomatiques
- « Chronique des comtes d'Eu, depuis 1130 jusqu'à 1390 », Recueil des historiens des Gaules et de la France, éd. Natalis de Wailly, Léopold Delisle et Charles Jourdain, t. XXIII, Paris, H. Welter, 1894, p. 439-448. [lire en ligne]